# Бочкаї (Дебрецен)
 Бочкаї (угор. Bocskai FC) — професіональний угорський футбольний клуб з міста Дебрецен, що існував у період між двома світовими війнами. Клуб ставав володарем Кубка Угорщини.

## Історія клубу
Футбольний клуб «Бочкаї» був створений у Дебрецені на хвилі введення в країні професіоналізму. Щоб зробити команду конкурентоспроможною, до її складу зібрали найкращих футболістів регіону з різних клубів. Клуб названий на честь Іштвана Бочкаї, борця за незалежність Угорщини.
У сезоні 1926—1927 років клуб був введений до другої ліги, зайняв друге місце і через перехідні матчі пробився до Ліги 1. Перший сезон у еліті команда закінчила на передостанньому місці і знову була змушена грати перехідні матчі, які успішно подолала. Та вже у чемпіонаті 1929 року «Бочкаї» посів четверте місце і надалі тримався у верхній частині таблиці.
В 1930 році команда завоювала Кубок Угорщини. В півфіналі був подоланий столичний «Ференцварош» (2:0), а у фіналі — клуб «Баштя» із міста Сегед (5:1).
Склад «Бочкаї» у фіналі: Іштван Фаркаш, Реже Фехер, Ференц Мольнар, Іштван Вампетіч, Тібор Шаньї, Рудольф Кевіцкі, Імре Маркош, Єне Вінце, Паль Телекі, Янош Море, Лайош Мароші. Три голи забив Паль Телекі, по одному Імре Маркош і Тібор Шаньї.
В 1931 році клуб дебютував у Кубку Мітропи. Вдруге взяти участь у цьому турнірі команда змогла в 1934 році, коли посіла третє місце в чемпіонаті.
По завершенні сезону 1939–1940 років футбольний клуб «Бочкаї» припинив своє існування через фінансові труднощі.

## Футболісти
У складі збірної Угорщини в період між 1929—1937 роками виступало 7 футболістів клубу «Бочкаї». Найбільшу кількість матчів за національну команду зіграв Імре Маркош — 20. 13 поєдинків на рахунку Йожефа Ваго. Також до збірної викликалися Іштван Палоташ, Єне Вінце, Паль Телекі, Янош Море і Міхай Ері. П'ятеро футболістів (Ваго, Маркош, Вінце, Телекі і Палоташ) представляли свій клуб на Чемпіонаті світу 1934 року в Італії. Кожен зіграв хоча б по одному матчу.
Нападник Єне Вінце в 1931 році став найкращим бомбардиром угорського чемпіонату з 20 забитими голами.
Серед інших гравців, що в 30-х роках недовго виступали у складі «Бочкаї», варто відзначити відомих у минулому гравців національної збірної Дьордя Орта і Золтана Опату.

## Виступи у міжнародних турнірах
Двічі клуб «Бочкаї» виступав у престижному Кубку Мітропи. Вперше це трапилось у 1931 році, коли команда посіла четверте місце в чемпіонаті, але команди «Уйпешт» і «Ференцварош» відмовились від участі у змаганнях заради турне Південною Америкою. Вдруге команда потрапила до Кубку Мітропи в 1934 році, як третій призер чемпіонату. В цей час саме відбулось розширення представництва клубів від країн-учасниць з двох до чотирьох. Обидва виступи у кубку не принесли «Бочкаї» успіху, адже команда вибувала в першому ж раунді.
| Рік  | Турнір        | Раунд | Країна  | Суперник     | Рахунок  |
| ---- | ------------- | ----- | ------- | ------------ | -------- |
| 1931 | Кубок Мітропи | 1/4   | Австрія | Фірст Вієнна | 0:3, 0:4 |
| 1934 | Кубок Мітропи | 1/8   | Італія  | Болонья      | 0:2, 2:1 |

## Досягнення
- Володар Кубка Угорщини: 1930
- Бронзовий призер чемпіонату Угорщини: 1933–34

## Виступи в чемпіонаті Угорщини
| Сезон   | Ліга                           | Клас | Місце | Кількість команд | Очок | Кубок Угорщини |
| ------- | ------------------------------ | ---- | ----- | ---------------- | ---- | -------------- |
| 1926–27 | 2 Ліга професійного чемпіонату | 2    | 2     | 14               | 39   |                |
| 1927–28 | 1 Ліга професійного чемпіонату | 1    | 11    | 12               | 13   |                |
| 1928–29 | 1 Ліга професійного чемпіонату | 1    | 4     | 12               | 25   |                |
| 1929–30 | 1 Ліга професійного чемпіонату | 1    | 5     | 12               | 20   | Володар        |
| 1930–31 | Професійна 1 Ліга              | 1    | 4     | 12               | 28   |                |
| 1931–32 | Професійна 1 Ліга              | 1    | 4     | 12               | 26   |                |
| 1932–33 | Професійна 1 Ліга              | 1    | 6     | 12               | 23   |                |
| 1933–34 | Професійна 1 Ліга              | 1    | 3     | 12               | 27   |                |
| 1934–35 | Професійна 1 Ліга              | 1    | 9     | 12               | 27   |                |
| 1935–36 | Національний чемпіонат         | 1    | 6     | 14               | 24   |                |
| 1936–37 | Національний чемпіонат         | 1    | 6     | 14               | 29   |                |
| 1937–38 | Національний чемпіонат         | 1    | 11    | 14               | 20   |                |
| 1938–39 | Національний чемпіонат         | 1    | 12    | 14               | 13   |                |
| 1939–40 | Національний чемпіонат         | 1    | 10    | 14               | 23   |                |